# ブリッジ・ナイン・レコード
ブリッジ・ナイン・レコード（Bridge 9 Records）は、マサチューセッツ州ビバリー郊外にあるアメリカのハードコア・レコード・レーベル。ブリッジ・ナインは、マサチューセッツ州セイラムのクリス・レン（Chris Wrenn）が所有しており、1995年にレーベルを立ち上げ、1996年に最初のリリース作品を制作した。
2022年に、レーベルはレコード店をオープンした。

## 名称
このレーベルの名称は、レンがレーベルを作成する際にやりたかったことの比喩として付けられた。つまり、ハードコア・シーンのすべての部分を1つのレーベルにまとめ、タイトルに彼の幸運の数字「9」を入れたのである。

## 所属アーティスト
ソース:
- アドヴェント
- アフター・ザ・フォール
- アグノスティック・フロント
- アルコア
- アルファ・アンド・オメガ
- アンビションズ
- アメリカン・ナイトメア
- アメリカン・ウォー・マシーン
- アンガー・レジメント
- アンティドート
- バックトラック
- ビーチ・ラッツ
- ビーチ・スラング
- ベント・ライフ
- ビットレイド
- ブルー・マンデイ
- ボーイセッツファイア
- ブレイカー・ブレイカー
- ブリーズ・イン
- ベリード・アライヴ
- バーン
- キャンディ・ハーツ
- キャリー・オン
- セレモニー
- チャンピオン
- コップス・アンド・ローバー
- クライム・イン・ステレオ
- クロス・ミー
- クラウン・オブ・ソーンズ
- クルエル・ハンド
- デイヴ・ハウス
- デッド・エンディング
- デッド・スワンズ
- デス・ビフォアー・ディスオナー
- デス・スレート
- デフィーター
- DYS
- エナジー
- エクスパイアー
- F-マイナス
- ファウンデーション
- ギャロウズ
- グッド・タイム・ボーイズ
- H2O
- ハヴ・ハート
- HEAVYHEX
- ハイエロファント
- ホールディング・オン
- インセンディアリー・デヴァイス
- アイアン・チック
- ジーザス・ピース
- レムリア
- マルファンクション
- マリス・アット・ザ・パレス
- メンタル
- マイルス・アウェイ
- モダーン・ペイン
- モラル・メイゼス
- マザー・オブ・マーシー
- ナーヴァス・インパルス
- ニュー・ファウンド・グローリー
- ノー・ターニング・バック
- ノー・ウォーニング
- オクターヴス
- オン・ザ・ライズ
- アウトブレイク
- ペイント・イット・ブラック
- ペイルホース
- パニック
- ポーラー・ベアー・クラブ
- プロジェクト X
- R.A. (ルード・アウェイクニング)
- ラマッラー
- リーチング・フォワード
- ライト・ブリッジ
- ロール・コール
- ルイナー
- シャーク・アタック
- シック・オブ・イット・オール
- シルヴァー・スネイクス
- シナーズ・アンド・セインツ
- スラップショット
- サム・カインド・オブ・ヘイト
- ソウル・コントロール
- スパイン
- スタンド・アンド・ファイト
- ストライク・エニウェア
- ストライキング・ディスタンス
- スウォーン・イン
- テン・ヤード・ファイト
- テラー
- テスト・オブ・タイム
- ジ・アレッゲアイターズ
- ザ・ディスタンス
- ザ・ユーロジー
- ザ・ホープ・コンスピラシー
- ザ・プロレタリアート
- ザ・トラブル
- ザ・トラスト
- シンク・アイ・ケア
- トリプル・スレット
- トゥルー・ラヴ (MI)
- アンダードッグ
- ヴァース
- ヴァイオレント・サンズ
- ウォー・オン・ウィメン
- ワッツ・イーティング・ギルバート
- レッキング・クルー